# Homalocephala
Homalocephala es un género de moscas de la familia Ulidiidae.

## Especies
- H. albitarsis
- H. angustata
- H. apicalis (sin. H. similis)
- H. bimaculata
- H. biumbrata
- H. mamaevi
- H. ozerovi